# Élections constituantes de 1945 au protectorat français de Tunisie
Les élections constituantes françaises de 1945 se déroulent le 21 octobre.

## Mode de scrutin
Les députés sont élus selon le système de représentation proportionnelle suivant la règle de la plus forte moyenne dans le territoire, sans panachage ni vote préférentiel. Il y a 586 sièges à pourvoir.
Dans le Protectorat français de Tunisie, deux députés sont à élire pour représenter les Citoyens français de Tunisie.

## Élus
Les deux députés élus sont : 
| Identité        | Parti |
| --------------- | ----- |
| Antoine Colonna | UDSR  |
| Louis Brunet    | UDSR  |

## Résultats
| Parti          | Parti              | Tête de liste         | Résultats | Résultats | Sièges |
| Parti          | Parti              | Tête de liste         | Voix      | %         | Sièges |
| -------------- | ------------------ | --------------------- | --------- | --------- | ------ |
|                | Gaull.-UDSR        | Antoine Colonna       | 27 429    | 54,15     | 2      |
|                | Diss. SFIO - PCF   | André Duran-Angliviel | 12 691    | 25,05     | -      |
|                | SFIO               | Antoine Frigaria      | 7 450     | 14,71     | -      |
|                | UR                 | Antoine Nicolaï       | 2 274     | 4,49      | -      |
|                | UDFI - Def. Colons | Maurice Bailleul      | 810       | 1,60      | -      |
|                |                    |                       |           |           |        |
| Inscrits       | Inscrits           | Inscrits              | 75 526    |           | 2      |
| Votants        | Votants            | Votants               | 52 212    | 69,13     |        |
| Blancs et nuls | Blancs et nuls     | Blancs et nuls        | 1 558     | 2,98      |        |
| Exprimés       | Exprimés           | Exprimés              | 50 654    | 97,02     |        |